# Лейф Крістіан Нествольд-Гауґен
Лейф Крістіан Нествольд-Гауґен (норв. Leif Kristian Nestvold-Haugen) — норвезький гірськолижник, олімпійський медаліст, призер чемпіонату світу. 
Бронзову олімпійську медаль Нествольд-Гауґен виборов на Пхьончханській олімпіаді 2018 року в командних змаганнях з паралельного слалому. На чемпіонаті світу 2017 року, що проходив у Санкт-Моріці, він був третім у гігантському слаломі.

## Зовнішні посилання
- Досьє на сайті FIS [Архівовано 12 червня 2017 у Wayback Machine.]

## Виноски
1. ↑  https://www.fis-ski.com/DB/general/athlete-biography.html?sectorcode=AL&competitorid=81859
2. ↑  https://www.teamnor.no/profiler/alpint/leif-kristian-nestvold-haugen/ — (untranslated).
3. ↑  Mixed team results